# Раймондо Д'Інцео
Раймондо Д'Інцео (італ. Raimondo D'Inzeo, 2 лютого 1925 — 15 листопада 2013) — італійський вершник.
Олімпійський чемпіон 1960 року в індивідуальному конкурі, срібний призер 1956 (індивідуальний конкур), 1956 (командний конкур) років, бронзовий призер 1960 (командний конкур), 1964 (командний конкур), 1972 (командний конкур) років, учасник 1948, 1952, 1968, 1976 років.
Чемпіон світу з конкуру 1956, 1960 років в індивідуальному конкурі, срібний призер 1955 року в індивідуальному конкурі, бронзовий призер 1966 року в індивідуальному конкурі.